# Càntabres
|  | No s'ha de confondre amb Àrtabres. |

Els càntabres (en llatí Cantabri) eren pobles preromans establerts a la costa nord de la península Ibèrica, a les regions muntanyenques de l'actual Cantàbria, la part oriental d'Astúries i part de la comarca lleonesa de La Montaña de Riaño. Segons alguns autors, els càntabres van formar una confederació antiga d'onze tribus d'origen celta o preindoeuropeu. Es discuteix si el seu idioma càntabre era preindoeuropeu o si tenia una forta influència cèltica. Eren un poble de gent rude, que suportaven tota mena de privacions i penalitats, i eren especialment bel·licosos fins al punt que, quan per ser massa ancians ja no podien combatre, se suïcidaven llançant-se des d'un precipici.
Els càntabres i els seus veïns els àsturs van desafiar els exèrcits romans i es van fer famosos per la seva llibertat i van ser els últims en sotmetre's, i encara parcialment, al jou romà. Estrabó els qualifica de "salvatges entre els més salvatges". Els romans els van intentar conquerir al voltant del 150 aC. Als Comentaris de la Guerra Civil, Juli Cèsar descriu com Marc Licini Cras va guanyar les forces unides dels càntabres i els aquitans, que descriu com poble proper, la qual cosa posa en dubte l'origen celta d'aquesta nació. No van ser subjugats fins a les campanyes d'August, que l'any 25 aC els va sotmetre després d'una resistència molt obstinada, i Agripa, en una segona intervenció l'any 19 aC, on van morir la major part dels càntabres quan van ser assetjats al Mons Vindius, i els que van quedar vius es van veure obligats a viure a les planúries abandonant les muntanyes durant les Guerres Càntabres (29-10 aC).
Tot i això no van quedar sotmesos del tot, i Tiberi va considerar necessari establir fortes guarnicions al territori, segons diu Estrabó. Va formar part de la província de la Tarraconensis, amb un grau relatiu d'autogovern local. La població que va sobreviure a les Guerres i l'exterminació, a poc a poc es van romanitzar i van adoptar la llengua llatina vulgar.

## Tàctiques militars
Els càntabres empraven una estral de guerra de dos caps, i la seva cavalleria tenia formacions molt compactes, i emprava les tàctiques del circulus cantabricum, en què encerclaven l'enemic amb un cercle d'una fila i llençaven projectils als enemics, i el cantabricus impetus, una càrrega de cavalleria. La infanteria podia acompanyar un genet fins a la batalla en desplegaments ràpids.